# Le Songe de Constantin
Le Songe de Constantin est une fresque de Piero della Francesca qui fait partie du cycle La Légende de la Vraie Croix réalisé dans la chapelle principale de la basilique San Francesco à Arezzo et datant de 1458-1466.

## Description
La fresque a probablement été peinte dans la deuxième partie de l'oeuvre, après que Piero della Francesca fut entré en contact avec la culture flamande et avec Rome, avec comme résultat que le peintre a développé un sens de la lumière encore plus forte.
Le Songe de Constantin est l'une des scènes de nuit les plus convaincantes jamais peintes dans l'art européen et restée presque inégalée en termes d'effets dramatiques, jusqu'à l'époque du Caravage[réf. souhaitée].

## Postérité
La fresque fait partie du musée imaginaire de l'historien français Paul Veyne, qui le décrit dans son ouvrage justement intitulé Mon musée imaginaire.